# Corydon sumatranus
Il beccolargo fosco o eurilaimo fosco (Corydon sumatranus (Raffles, 1822)) è un uccello passeriforme della famiglia degli Eurilaimidi. Si tratta dell'unica specie ascritta al genere Corydon Lesson, 1828.

## Etimologia
Il nome scientifico del genere, Corydon, deriva dal greco κόρυδος (korudos, allodola), mentre il nome della specie deriva dalla sua distribuzione geografica.

## Descrizione

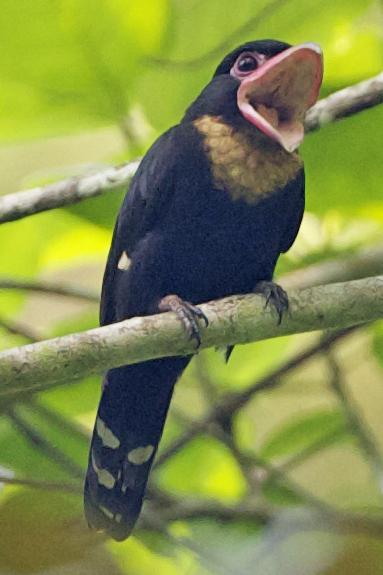
Un esemplare nel Johor mette in mostra il largo becco.

### Dimensioni
Misura circa una quindicina di centimetri di lunghezza, coda compresa.

### Aspetto
Si tratta di uccelli dall'aspetto robusto, muniti di grossa testa arrotondata, grandi occhi e becco tanto largo quanto lungo, appiattito e uncinato, che li rende vagamente simili a dei succiacapre o a dei rapaci in miniatura.

La livrea è piuttosto sobria e dominata dai toni del nero-brunastro (da cui il nome comune della specie): fanno eccezione la gola e la parte superiore del petto (che sono biancastre o giallastre), la zona marginale mediana di ali e coda (dove è presente una banda latitudinale bianca all'estremità delle penne) e la groppa, che è di color ruggine e nascosta dalle ali quando l'animale è a riposo. Il becco è rosato, gli occhi sono bruni con cerchio perioculare e perinasale congiunti, nudi e di color carnicino, le zampe sono nerastre.

## Biologia

### Comportamento
Si tratta di uccelli che vivono in coppie o piccoli gruppetti, attivi soprattutto nel tardo pomeriggio, mentre durante il giorno appaiono piuttosto torpidi e passano molto tempo immobili su posatoi abituali. Nello spostarsi si tengono in contatto fra loro con richiami fischianti.

### Alimentazione

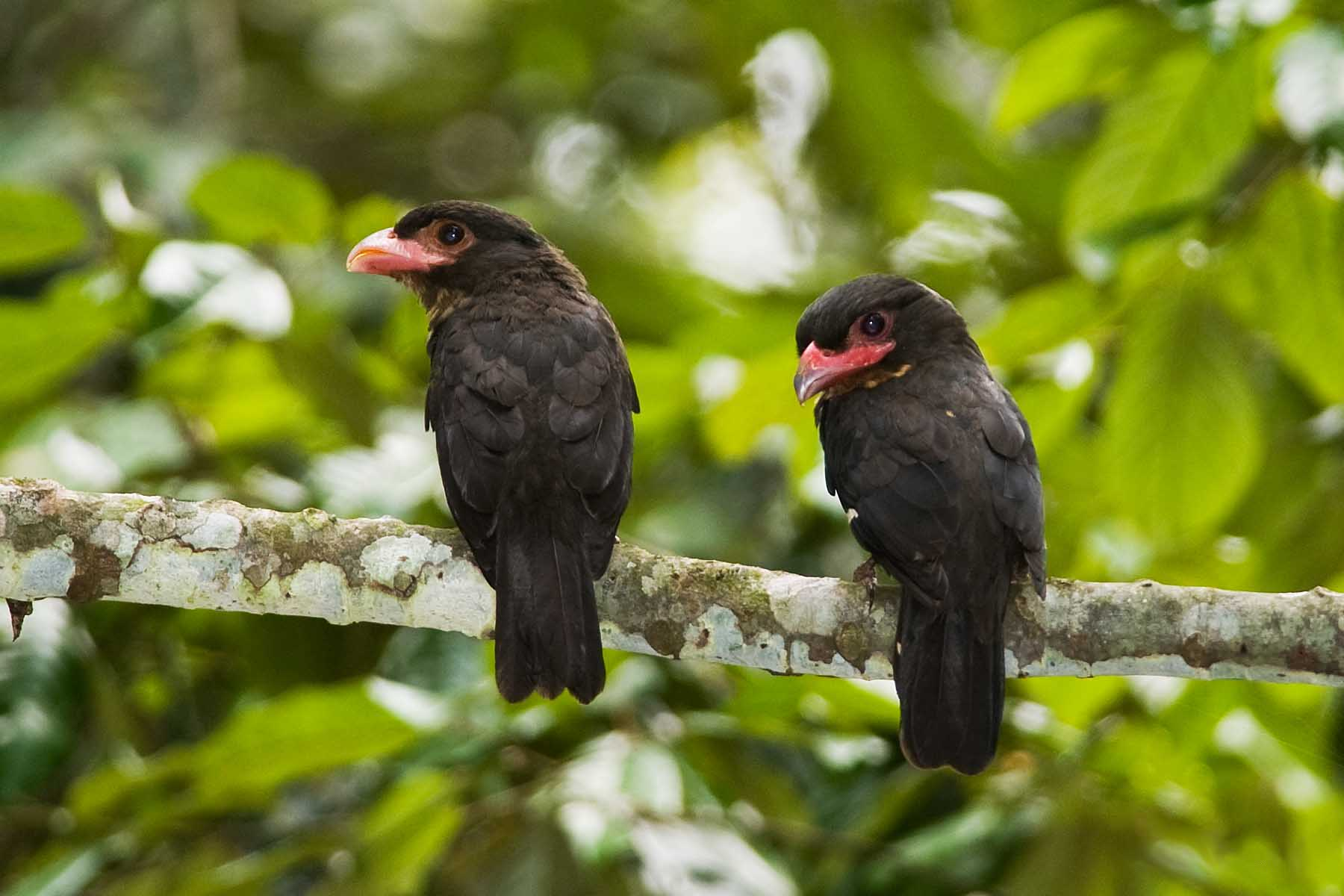
Una coppia in natura.

La dieta dell'eurilaimo fosco si compone perlopiù d'insetti e altri piccoli invertebrati, oltre che di frutta matura, bacche e germogli. 

### Riproduzione
Come avviene comunemente fra gli eurilaimidi, anche in questa specie il nido è un voluminoso ammasso piriforme di rametti, liane e radichette intrecciati fra loro, pendente da un ramo e arricchito con foglie, epifiti, resti d'insetti e ragnatele: alla sua costruzione partecipano fino a 20 uccelli, ma non è chiaro se l'eurilaimo fosco mostri collaborazione intraspecifica anche nella cova e nella cura dei nidiacei, poiché mancano osservazioni dirette su questi aspetti della sua vita.

Pare che questa specie subisca parassitismo di cova da parte del cuculo indiano.

## Distribuzione e habitat
Oltre che a Sumatra (come intuibile dal nome scientifico), l'eurilaimo fosco è diffuso anche in Birmania centro-orientale e meridionale, Thailandia, Indocina (tranne la Cocincina e parte del Laos meridionale), penisola malese e Borneo.

Il suo habitat è rappresentato dalla foresta pluviale di pianura, primaria o secondaria, con presenza di sottobosco cespuglioso.

## Tassonomia
Inizialmente classificato nel genere Coracias assieme alle ghiandaie marine, col nome di Coracias sumatranus, in seguito l'eurilaimo fosco è stato riclassificato nel genere Eurylaimus col nome di Eurylaimus corydon, prima di essere definitivamente ascritto in un genere monotipico a sé stante, vicino sì agli eurilaimi propriamente detti ma ancor di più al beccolargo codalunga.
Se ne riconoscono cinque sottospecie:
- Corydon sumatranus sumatranus, la sottospecie nominale, diffusa a Sumatra e nella penisola malese;
- Corydon sumatranus brunnescens Hartert, 1916, diffusa nel Sabah e nelle isole Natuna;
- Corydon sumatranus laoensis Meyer de Schauensee, 1929, diffusa nell'areale continentale occupato dalla specie;
- Corydon sumatranus orientalis Mayr, 1938, diffusa nel Borneo centro-meridionale;

Le varie sottospecie differiscono fra loro in base a criteri prettamente morfologici, come taglia e intensità ed estensione della colorazione.